# Георг фон Ехинген
Георг фон Ехинген (на немски: Georg von Ehingen/Jörg von Ehingen; * 1428 в замък Хоенентринген в Тюбинген; † 24 февруари 1508 в дворец Килхберг при Тюбинген) от швабския род фон Ехинген от Баден-Вюртемберг е рицар, дипломат и писател на пътуванията. Той е на служба при ерцхерцозите на Австрия и при род Вюртемберг (1462 – 1503).
Родът се нарича на замък Ехинген при Ротенбург ам Некар. Той е син на Рудолф фон Ехинген († 1467) и съпругата му Агнес фон Хаймердинген. Резиденцията на фамилията първо е Хоенентринген, по-късно дворец Килхберг. Там той дарява ценен олтар, който днес се намира в националния музей на Вюртемберг.
След обучението му Георг фон Ехинген има тесен контакт с Фридрих III Хабсбургски. До 1483 г. той е на служба при него. Той пътува в дворовете и пише за това. През 1449 – 1451 г. той участва при довеждането в двора на Елеонора-Елена Португалска, по-късната съпруга на по-късния император Фридрих.
От пролетта 1440 до октомври 1442 г. той е на поклонение в Родос и Йерусалим, където става „рицар на Светия гроб“. Ок. 1450 г. Георг е кемерер на ерцхерцог Албрехт. Георг фон Ехинген става главен фогт на Тюбинген и тесен довереник на граф Еберхард I Брадатия от Вюртемберг. През 1482 г. той е главен господар на Ванкхайм и построява църквата „Св. Якоб“. Съпругата му Анна Юлин донася парите в брака. През 1500 и 1501 г. той е избран за държавен хауптман на Швабския съюз.
По нареждане на императора той пътува два пъти до Испания, и е през 1486/1487 и 1489/1490 г. в Русия. Той пътува в Кастилия, Леон, Навара, Каталония, Галиция и Португалия. Той иска да се бие в Северна Африка за Португалия. Едно пътуване го довежда в кралския двор в Англия.
Той е погребан в манастирската църква в Тюбинген, където се намира и неговият епитаф.

## Фамилия
Георг фон Ехинген се жени 1464 г. за Анна Юлин, издигната на фон Рихтенберг, дъщеря на Конрад Юлин, наричан Шултхайс, кмет на Ройтлинген, и има дъщеря:
- Агнес фон Ехинген, омъжена за Беро фон Хюрнхайм († 1512), син на Еберхард фон Хюрнхайм († 1483) и Анна фон Рехберг, дъщеря на рицар Беро I фон Рехберг († 1462) и Барбара фон Ротенбург († 1462).

Дядо е на Еберхард II фон Хюрнхайм (1494 – 1560), княжески епископ на Айхщет (1552 – 1560).